# Notophysis lucanoides
Notophysis lucanoides es una especie de escarabajo longicornio del género Notophysis, tribu Cacoscelini, orden Coleoptera. Fue descrita científicamente por Audinet-Serville en 1832.
La especie se mantiene activa durante los meses de marzo y octubre.

## Descripción
Mide 25-35 milímetros de longitud.

## Distribución
Se distribuye por Angola, Costa de Marfil y Ghana.